# Love (Angels & Airwaves)
Love is het derde album van de alternatieve rock-supergroep Angels & Airwaves. Het album is in eigen beheer uitgebracht op 12 februari 2010.

## Nummers
| Nr. | Titel                                                                      | Duur |
| --- | -------------------------------------------------------------------------- | ---- |
| 1.  | Et Ducit Mundum Per Luce                                                   | 2:34 |
| 2.  | The Flight of Apollo                                                       | 6:15 |
| 3.  | Young London                                                               | 5:03 |
| 4.  | Shove                                                                      | 6:34 |
| 5.  | Epic Holiday                                                               | 4:38 |
| 6.  | Hallucinations                                                             | 4:39 |
| 7.  | The Moon-Atomic (...Fragments and Fictions)                                | 6:17 |
| 8.  | Clever Love                                                                | 4:27 |
| 9.  | Soul Survivor (...2012)                                                    | 4:04 |
| 10. | Letters to God, Part II                                                    | 4:06 |
| 11. | Some Origins of Fire                                                       | 5:20 |
| 12. | Hallucinations (Marktopus-remix, was beschikbaar na donatie aan goed doel) | 4:42 |

## Personeel
- Tom DeLonge - zang, gitaar, keyboard, producer
- David Kennedy - gitaar, keyboard, synthesizers
- Matt Wachter - basgitaar, synthesizers, achtergrondzang
- Atom Willard - drums